# Bracon exiguus
Bracon exiguus är en stekelart som beskrevs av Cresson 1865. Bracon exiguus ingår i släktet Bracon och familjen bracksteklar. Inga underarter finns listade.